# 巴巴·沃森
巴巴·沃森（Gerry "Bubba" Watson，1978年11月5日—）是一位美國職業高爾夫球運動員。參加PGA巡迴賽的賽事。他的世界排名曾進入世界前10位。迄今為止，他獲得了五項巡迴賽的錦標。

## 粉紅色球桿
沃森最令人注目的除了他是左撇子和他獨特的擊球姿勢，還有他的招牌粉紅色高爾夫球桿。他每次使用粉紅色的PING開球木桿擊球超過300碼，PING都會向他名下的慈善基金捐款300美元。

## 外部連結
- 巴巴·沃森在PGA巡迴賽的官方網站
- 巴巴·沃森在男子高爾夫世界排名的官方網站
- Watson launches apparel line 'bubbagolf'